# San Miguel Aloápam (kommun)
San Miguel Aloápam är en kommun i Mexiko.   Den ligger i delstaten Oaxaca, i den sydöstra delen av landet, 300 km sydost om huvudstaden Mexico City.
Följande samhällen finns i San Miguel Aloápam:
- San Miguel Aloápam
- San Isidro Aloápam